# Hrabstwo Ray
Hrabstwo Ray (ang. Ray County) – hrabstwo w stanie Missouri w Stanach Zjednoczonych.
Obszar całkowity hrabstwa obejmuje powierzchnię 573.57 mil2 (1 263 km²). Według danych z 2000 r. hrabstwo miało 23 354 mieszkańców. Hrabstwo powstało 1 stycznia 1821.

## Główne drogi
- Route 10
- Route 13
- Route 210

## Sąsiednie hrabstwa
- Hrabstwo Caldwell (północ)
- Hrabstwo Carroll (wschód)
- Hrabstwo Lafayette (południe)
- Hrabstwo Jackson (południowy zachód)
- Hrabstwo Clay (zachód)
- Hrabstwo Clinton (północny zachód)

## Miasta i miejscowości
- Camden
- Crystal Lakes
- Fleming
- Hardin
- Henrietta
- Lawson
- Orrick
- Richmond
- Woods Heights

## Wioski
- Excelsior Estates
- Elmira
- Homestead
- Rayville